# Horní Němčí
Horní Němčí – gmina w Czechach, w powiecie Uherské Hradiště, w kraju zlińskim. Według danych z dnia 1 stycznia 2012 liczyła 849 mieszkańców.
Zobacz też:
- Dolní Němčí